# كلية الصيدلة (جامعة الملك عبد العزيز)
كلية الصيدلة؛ أنشئت عام 1422هـ في جامعة الملك عبد العزيز وتعتبر ثاني كلية صيدلة في المملكة بعد جامعة الملك سعود، تستمر الدراسة ست سنوات يحصل بعدها الخريج على درجة دكتور صيدلي.
تسعى الكلية للحصول على الاعتماد العلمي المحلي والعالمي لجميع برامجها التعليمية ولذلك تهتم بالحصول على تصديق تقديم برامج تدريسية أخرى، وتشمـل بكالوريوس في علوم الصيدلة، ماجستير في العلوم الصيدلية، دكتوراه في العلوم الصيدلية حتى تضمن مستقبلا أفضل للرعاية الصيدلية والتعليم الصيدلي.

## أهداف الكلية
- إعـداد كـوادر مميزة من الصيادلـة الحاصلين على درجة دكتـور صيدلـة (Pharm. D..)
- إمداد مصانع الأدوية بالمملكة بكفاءات سعودية مدربة في مجال صناعة الدواء
- تقديم برامج للدراسات العليا في مختلف تخصصات العلوم الصيدلية
- المشاركة في خدمة المجتمع في مجالات الحد من سوء استخدام الأدوية والكشف عن السموم ومعالجتها
- عميد الكلية د. هاني بن زكريا عصفور

## أقسام الكلية
- الصيدلانيات
- الصيدلة السريرية
- الكيمياء الصيدلية
- النواتج الطبيعية والطب البديل
- علم الأدوية والسموم

## وحدات الكلية
تحتوي الكلية على ثلاث وحدات، هي:
وحدة تقنية المعلومات وتكمن وظيفة الوحدة في دعم البحث العلمي بالكلية، والمساعدة على التعريف بخريجي الكلية وإيجاد فرص عمل مناسبة لهم
وحدة التعليم الصيدلي المستمر وتقوم بتقديم برامج للتعليم الصيدلي المستمر والتي تهدف إلى مساعدة الصيادلة في توفير نوعية من التعليم الصيدلي المستمر في ما هو جديد في مجال العلوم الصيدلية والممارسة الصيدلية والتطورات التكنولوجية في مجال الصيدلة
وحدة توكيد الجودة والاعتماد الأكاديمي تهدف الوحدة إلى تطبيق المعايير العالمية وتحقيق الجودة في مخرجات الكلية

## كرسي فتيحي للبروستاتا
الكرسي العلمي هو عبارة عن برنامج بحثي أو أكاديمي في الجامعة يهدف لإثراء المعرفة الإنسانية وتطوير الفكر وخدمة قضايا التنمية المحلية، ممول عن طريق منحة نقدية دائمة أو مؤقتة يتبرع بها فرد أو مؤسسة أو شركة أو شخصية اعتبارية، ويعين فيه أحد الأساتذة المختصين المشهود لهم بالتميز العلمي والخبرة الرائدة والسمعة الدولية. وقد يعمل ضمن البرنامج فريق من الباحثين المؤهلين ذوي الكفاءة والخبرة في مجال البرنامج
قام رجل الأعمال المعروف أحمد حسن فتيحي بدعم وتمويل هذا الكرسي الذي سمي باسمه وذلك في 23 يوليو 2008م بحضور مدير الجامعة الدكتور أسامة الطيب ووكلائها
يوجد للكرسي تخصص عام وهو :المسالك البولية وعلم الأدوية وتخصص دقيق هو :أمراض البروستاتا
أما الهدف من وجود الكرسي فهو مساعدة المرضى المصابين بتضخم البروستاتا الحميد والتهابات البروستاتا المزمنة والضعف الجنسي في المملكة العربية السعودية.

## وصلات خارجية
- موقع كلية الصيدلة على الأنترنت